# Starvin' Marvin in Space
Starvin' Marvin in Space is de dertiende aflevering van het derde seizoen van de Amerikaanse animatieserie South Park en de veertiende aflevering in totaal. De aflevering werd voor het eerst uitgezonden op Comedy Central op 17 november 1999. De aflevering is opgedragen aan Mary Kay Bergman, die voor haar zelfmoord de stemmen van diverse vrouwelijke personages insprak.
De titel verwijst naar het feit dat dit een sciencefictionaflevering is die draait om Starvin' Marvin uit de episode Starvin' Marvin uit seizoen 1.

## Verhaal
Een Marklar van de planeet Marklar landt met zijn ruimteschip in Afrika. Hij wordt gedood door de inheemse wilde dieren.
De missionarissen in Ethiopië geven de inboorlingen alleen voedsel als ze aan hun christelijke verplichtingen voldoen. Starvin' Marvin vindt het ruimteschip van de Marklar en gaat op zoek naar een plek waar geen missionarissen zijn en waar meer te eten is dan alleen Bijbels.
De FBI arresteert Cartman, Stan, Kyle en Kenny om ze te verhoren over Starvin' Marvin, die ze eerder ontmoet hebben. Ze bezwijken onder de martelingen en verwijzen de FBI naar Sally Struthers.
Na een bezoek aan de prachtige planeet Australië landt Starvin' Marvin in het huis van Cartman, waar ook Stan, Kyle en Kenny aanwezig zijn. Ze landen in Ethiopië om de Ethiopiërs op te halen, maar de FBI plakt een sticker met Eigendom van de Verenigde Staten op het ruimteschip.
Cartman op de schouder van zijn vrienden imiteert Tom Brokaw en weet de aandacht af te leiden tot de FBI zich bedenkt dat Tom Brokaw geen snor heeft. Starvin' Marvin, de Ethiopiërs, Cartman, Stan en Kyle gaan aan boord van het ruimteschip van de Marklars. De FBI bevriest Kenny in Carboniet en geeft hem cadeau aan Sally Struthers in ruil voor het gebruik van haar ruimteschip.
Het ruimteschip van de missionarissen beschiet het ruimteschip van de Marklars met Starvin' Marvin, Cartman, Stan, Kyle en de Ethiopiërs aan boord. Met meer donaties worden de wapens van de missionarissen steeds krachtiger. Sally Struthers komt echter tussenbeide en laat het ruimteschip van de Marklars ontsnappen. Ze landen op de planeet Marklar.
De missionarissen, de FBI en Sally Struthers zijn ook op Marklar aangekomen. Kyle houdt een pleidooi waarom de missionarissen zouden moeten vertrekken en de Ethiopiërs zouden moeten mogen blijven. De Marklars sturen dus de Marklars weg maar de Marklars mogen blijven. Sally Struthers brengt Cartman, Stan en Kyle weer terug naar de Aarde.

## Culturele verwijzingen
- Sally Struthers wordt afgebeeld als Jabba de Hutt uit Star Wars. Ook het bevriezen van Kenny McCormick in Carboniet is een verwijzing Return of the Jedi waar Han Solo eenzelfde lot trof.
- De televisieshow van de missionarissen is een parodie op de 700 Club van Pat Robertson. CBC (Christian Broadcasting Channel) verwijst naar Christian Broadcasting Network (CBN).
- Eric Cartman die onder marteling smeekt om gedood te worden verwijst naar tekst Kill me in de film Alien.
- Het ruimteschip van de missionarissen lijkt op Great Fox uit StarFox 64. De brug lijkt op de brug van de Enterprise uit Star Trek.
- Het ruimteschip van Sally Struthers lijkt op de Red Dwarf.
- Een missionaris citeert het Boek der Psalmen. Psalmen 46:39 bestaat echter niet.
- De Marklars refereren aan mensen, plaatsen en dingen als marklar, een beetje zoals de Smurfen, maar zonder ook de werkwoorden te vervangen.
- Het lied tijdens de aftiteling is I Am Chewbacca van DVDA, de band van Matt Stone en Trey Parker.
- De computerstem van het ruimteschip van Marklar is gelijk aan die uit Star Trek: The Next Generation.